# Monti Jing
I monti Jing o Jingshan (cinese: 荆山) sono una catena montuosa situata nella parte occidentale della contea di Nanzhang, nella provincia dello Hubei, in Cina. Allungandosi per circa 150 km, le loro vette misurano 1200–1800 m di altezza, e il punto più alto, il monte Julong (聚龙山), culmina a 1852 m.
I monti Jing possono essere considerati la propaggine più orientale dei monti Daba, e separano il bacino del fiume Han (un affluente dello Yangtze) a nord dal resto del bacino dello Yangtze (a sud).
Il fiume Ju (沮河) e il fiume Zhang (漳河), entrambi affluenti del fiume Yangtze, così come il fiume Man (蛮河), affluente del fiume Han, hanno le proprie sorgenti sui monti Jing.
Nell'antichità, i monti Jing erano il cuore dello stato di Chu, vassallo della dinastia Zhou (1046-256 a.C.).